# Dekanat miński III
Dekanat miński III, dekanat św. Aleksandra Newskiego – jeden z siedmiu miejskich dekanatów wchodzących w skład eparchii mińskiej Egzarchatu Białoruskiego Patriarchatu Moskiewskiego.

## Parafie w dekanacie
- Parafia św. Aleksandra Newskiego w Mińsku
  - Cerkiew św. Aleksandra Newskiego w Mińsku
- Parafia Ikony Matki Bożej „Poszukiwanie Zaginionych” w Mińsku
  - Cerkiew Ikony Matki Bożej „Poszukiwanie Zaginionych” w Mińsku
- Parafia św. Włodzimierza Wielkiego w Mińsku
  - Cerkiew św. Włodzimierza Wielkiego w Mińsku
- Parafia Zaśnięcia Matki Bożej w Mińsku
  - Cerkiew Zaśnięcia Matki Bożej w Mińsku
- Parafia Zmartwychwstania Pańskiego w Mińsku
  - Cerkiew Zmartwychwstania Pańskiego w Mińsku

## Galeria

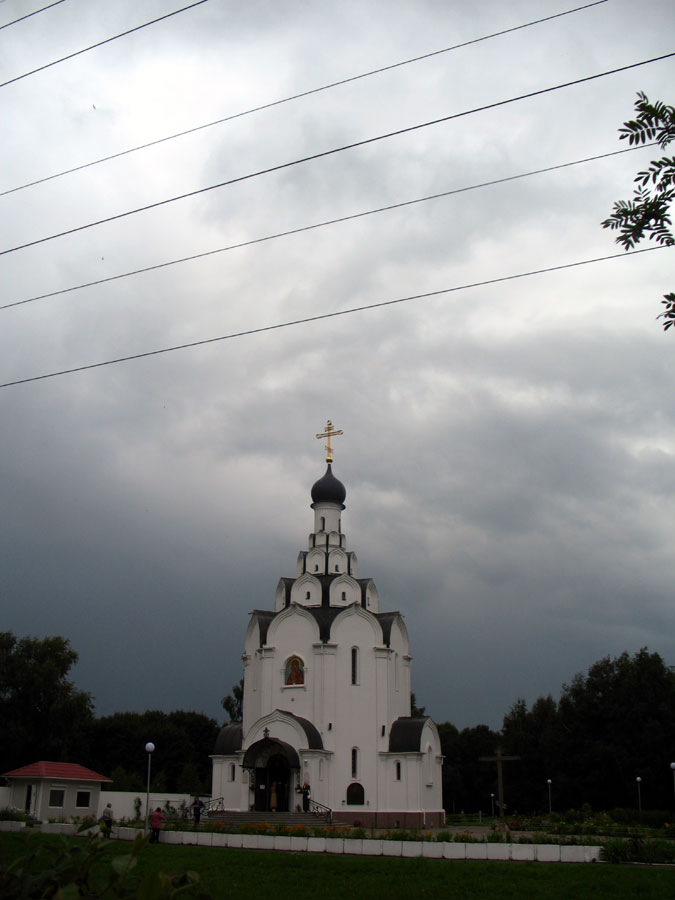
Cerkiew ikony Matki Bożej „Poszukiwanie Zaginionych” w Mińsku
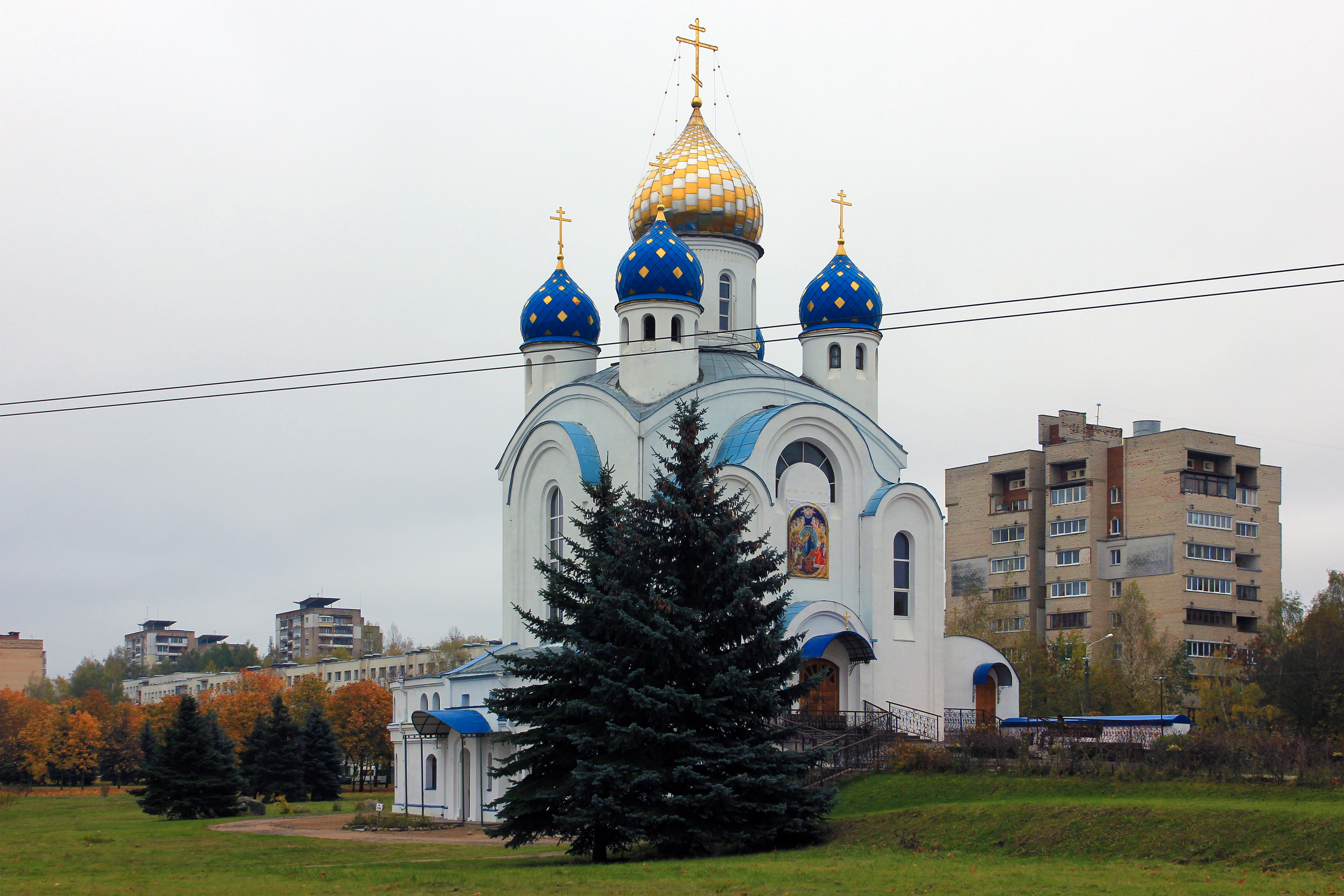
Cerkiew Zmartwychwstania Pańskiego w Mińsku